# کوکووووو
کوکووووو (به لهستانی:  Kukułowo) یک روستا در لهستان است که در گمینا کامینگ پومورسکی واقع شده‌است.